# Gymnothorax annasona
Gymnothorax annasona is een straalvinnige vissensoort uit de familie van murenen (Muraenidae). De wetenschappelijke naam van de soort is voor het eerst geldig gepubliceerd in 1937 door Whitley.